# Aline Terry
Aline Terry, från Princeton, New Jersey, USA, var en amerikansk tennisspelare.
Aline Terry vann singeltiteln i Amerikanska mästerskapen i tennis 1893 och blev därmed den femte kvinnliga tennisspelaren som höll mästerskapet. I finalen besegrade hon Augusta Schultz med 6-1, 6-3. Som titelhållare året därpå behövde Terry bara spela en match i mästerskapet, nämligen slutfinalen (the Challenge Round). Hon mötte där Helen Hellwig som besegrade henne med 7-5, 3-6, 6-0, 3-6, 6-3. 
År 1893 vann Aline Terry tillsammans med Harriet Butler också dubbeltiteln i Amerikanska mästerskapen. 
Enligt Bud Collins (se under källor) är föga mer känt om Aline Terry som inte ställde upp i mästerskapen efter 1894. Enligt flerfaldiga mästarinnan Juliette Atkinson rörde sig Terry (ungefärlig översättning från engelskan) "kattmjukt på banan och sprang efter bollarna som en tiger".

## Grand Slam-titlar
- Amerikanska mästerskapen
  - Singel - 1893
  - Dubbel - 1893